# Không ngăn được tình yêu
Không ngăn được tình yêu (chữ Hán phồn thể: 初恋无限Touch; bính âm: Chu lian wu xian Touch; tiếng Anh: First love unlimited) là một bộ phim nói về tình yêu tuổi teen nổi tiếng của Hồng Kông trong thập niên 90, thuộc thể loại tình cảm hài của Hồng Kông.
Phim được đạo diễn và viết kịch bản bởi đạo diễn Mã Vĩ Hào. Hai ngôi sao nhạc pop nổi tiếng Hồng Kông Trần Hiểu Đông và Lương Vịnh Kỳ đảm nhận hai nhân vật chính của phim. Phim đã tạo ra cơn sốt hâm mộ cuồng nhiệt của giới trẻ khi nó được công chiếu vào mùa xuân năm 1997 tại Hồng Kông.Với cốt truyện không mới theo môtip chàng lọ lem và nàng công chúa thường thấy, nhưng cách khai thác vấn đề khác biệt cộng với lối diễn xuất ấn tượng và tự nhiên của dàn diễn viên chính lẫn phụ đã góp phần không nhỏ cho sự thành công của bộ phim. Không ngăn được tình yêu đã mang đến cho người xem một hương vị tuyệt vời, ngọt ngào đắm say và sự hồn nhiên, trong sáng,ngây thơ của mối tình đầu, đan xen là những tình huống hài hước đầy lôi cuốn.

## Diễn viên và vai diễn
- Trần Hiểu Đông vai Thẩm Chí Hán
- Lương Vịnh Kỳ vai Tap/Stephainie Wong
- Trần Ngạn Hành vai Angie (bạn của Tap)
- Matt Chow vai Stephen
- Phùng Đức Luân vai Chris
- Hứa Quán Anh vai Bác Wing (ba của Hán)
- Vincent Kok vai anh Mập
- Tina Lau vai Mrs Tina Wong (mẹ của Tap)
- Huỳnh Vĩ Văn vai Mimi (bạn của Hán)
- Edward Yang vai cha dượng của Tap
- Lee Siu-Kei vai nhân viên bảo vệ của công viên giải trí (ba của Mimi)
- Erica Yuen Lai-Ming vai em gái của Hán
- Lam Ho-Yeung vai khách của nhà hàng
- Soi Cheang Pou-Soi vai khách của nhà hàng
- Joe Ma Wai-Ho vai ông chủ của Hán
- Andy Tsang Tak-Wah vai học sinh của trường La Salle

## Tóm tắt nội dung
Bộ phim được phóng tác theo thể loại truyện tranh hành động Shojo Manga của Nhật. Phim kể về mối tình lãng mạn tuổi teen giữa hai bạn trẻ ở hai giai cấp khác nhau trong xã hội. Hán (Trần Hiểu Đông)- một cậu bé sống vô tư vô lo, từ nhỏ lớn lên trong khu lao động nghèo, tình cờ gặp gỡ và yêu A Tap (Lương Vịnh Kỳ)- cô tiểu thư xinh đẹp nhà giàu, đang học tại một trường trung học nổi tiếng của Hồng Kông, có ngoại hình và gương mặt rất giống Hán. Một lần A Tap đi tàu điện thì tình cờ nhìn thoáng qua Hán, tim cô đã loạn nhịp với anh. Lần thứ hai gặp lại nhưng cũng là lần đầu tiên chính thức chạm mặt là khi Hán cùng bạn mình đến làm công việc chỉnh micro cho văn nghệ của trường Tap, họ trúng tiếng sét ái tình khi Hán nghe A Tap đang tập văn nghệ - vừa đàn và hát bản tình ca Vài phút hẹn hò của nam danh ca quá cố Trần Bách Cường (Dating in a few minutes).
Trong buổi hẹn đầu tiên, họ ăn uống sau đó đi xem phim, nhưng cuối cùng Hán đã mua nhầm vé. Mặc dù không thể xem phim, nhưng họ đã nắm tay lần đầu tiên. Trên đường đi xe bus về nhà, Tap tựa đầu ngủ lên vai Hán, đó là khoảng khắc khiến Hán không bao giờ quên.Hán đưa Tap về đến trước cửa nhà Tap và họ đã hôn tạm biệt trong miễn cưỡng, nụ hôn đầu đời.
Vì sợ không xứng với Tap, Hán đã nói dối rằng anh là con nhà giàu và học tại trường nổi tiếng La Salle. Sau đó, mọi chuyển trở nên rắc rối hơn khi mối quan hệ bị mẹ của Tap (Tina Lau) phát hiện. Mẹ cô lo lắng sẽ ảnh hưởng đến việc học của Tap và bà muốn cô ấy đi du học ở nước ngoài.
Đối với Tap, một cô gái tốt bụng và nhút nhát đã tìm thấy tình yêu đích thực đời mình là Hán, chàng trai quyến rũ nhưng có phần trẻ con. Họ có ngoại hình tương xứng như một cặp đôi hoàn hảo, nhưng về xuất thân gia đình và giai cấp xã hội thì quá cách xa nhau. Tap là một học sinh ưu tú, được sinh ra cho những điều tuyệt vời, tốt nhất, hoàn hảo nhất, trong khi Hán ở một thân phận thấp kém, học hành kém cỏi, không có thành tích gì đặc biệt, được một ông bố đơn thân nghèo (Hứa Quán Anh) nuôi lớn. Mặc dù Tap tin rằng tình yêu có thể vượt qua tất cả, nhưng người mẹ nghiêm khắc của cô không chấp nhận điều đó. Liệu Tap và Hán - hai con người cùng đồng điệu trái tim và tâm hồn có giữ được tình yêu hoàn hảo của họ trong một thế giới không hoàn hảo hay không? 

## Nhạc phim
Nhạc phim hay cũng là điểm cộng của bộ phim. Nhạc phim Không ngăn được tình yêu - First love unlimted là tổng hợp những bài hát hit nổi tiếng của Trần Hiểu Đông và Lương Vịnh Kỳ như làː Đoán đoán đoán, Hiểu được cảm thụ của em, Tóc ngắn, Hiểu mọi điều về em, Guitar, Tâm lý muốn đi lang thang, Shen Mo Xi Yin, Vài phút hẹn hò....Trong đó, bản cover lại bài hát Vài phút hẹn hò của Trần Bách Cường do Lương Vịnh Kỳ trình bày là ca khúc chủ đề của phim, Đoán đoán đoán do Trần Hiểu Đông trình bày là ca khúc chủ đề thứ hai, ca khúc này được người yêu nhạc trong suốt cuối những năm 90 thuộc nằm lòng.